# تشارلز يفبفر
تشارلز يفبفر (بالفرنسية: Charles Pierre Lefebvre de Laboulaye)‏ (و. 1813 – 1886 م) هو كاتب، وعالم، ومهندس فرنسي، ولد في باريس، توفي عن عمر يناهز 73 عاماً.